# Ultima zi
Ultima zi este un film românesc din 2016 regizat de Gabriel Achim. Rolurile principale au fost interpretate de actorii Doru Ana, Mimi Brănescu, Adrian Văncică.

## Distribuție
Distribuția filmului este alcătuită din:
- Gabriel Sandu — Agentul Burlacu
- Alina Berzunțeanu — Secretara
- Gabriel Achim — Fratele
- Cosmin Achim — Drăgoșel
- Constantin Cojocaru — Bătrânul
- Coca Bloos — Bătrâna
- Adrian Ciglenean — Președintele ligii
- Mimi Brănescu — Adrian
- Andi Vasluianu — Agentul Tudose
- Rodica Lazăr — Mica
- Doru Ana — Primarul
- Adrian Văncică — Polițistul